# Mahmoud Hussein (journaliste)
Pour les articles homonymes, voir Mahmoud Hussein.
Mahmoud Hussein est un journaliste égyptien travaillant pour le réseau Al Jazeera. Mahmoud a été arrêté le 24 décembre 2016, les autorités égyptiennes accusant la chaîne et le journaliste de soutenir l'opposition islamiste dans le pays à travers la production de documentaires,. Mahmoud est depuis détenu sans accusation ni procès. Son cas est cité comme un cas de violation de l'état de droit.

## Jeunesse et formation
Mahmoud Hussein est né au Caire.

## Journalisme
Mahmoud est engagé comme journaliste par Al Jazeera et couvre notamment la révolution égyptienne de 2011.

## Arrestation
Mahmoud a été arrêté le 20 décembre 2016, les autorités égyptiennes accusant la chaîne et le journaliste de soutenir l'opposition islamiste dans le pays à travers la production de documentaires,. Mahmoud est depuis détenu sans accusation ni procés. Son cas est cité comme un cas de violation de l'état de droit. Le 21 mai 2019, sa libération est annoncée par un tribunal, puis annulée à la suite de l'ouverture opportune d'« une nouvelle enquête ».

## Libération
Il est libéré le 6 février 2021.